# The Show Down
The Show Down es una película muda estadounidense de género dramático de 1917 dirigida por Lynn Reynolds y protagonizada por Myrtle Gonzalez, George Hernandez y Arthur Hoyt.

## Reparto
- Myrtle Gonzalez como Lydia Benson
- George Hernandez como John Benson
- Arthur Hoyt como Oliver North
- George Chesebro como Robert Curtis
- Edward Cecil como Langdon Curtis
- Jean Hersholt como Parkes